# Jonas Abrahamsen
Jonas Abrahamsen (Skien, 20 settembre 1995) è un ciclista su strada norvegese che corre per l'Uno-X Mobility.
Professionista dal 2020, ha vinto la Brussels Cycling Classic 2024 ed una tappa al Tour de France nel 2025.

## Palmarès
- 2020 (Uno-X Pro Cycling Team, una vittoria)

2ª tappa Tour of Malopolska (Niepołomice > Nowy Targ)
- 2024 (Uno-X Mobility, una vittoria)

Brussels Cycling Classic
- 2025 (Uno-X Mobility, due vittorie)

11ª tappa Tour de France (Tolosa > Tolosa)
Circuit Franco-Belge

### Altri successi
- 2020 (Uno-X Pro Cycling Team)

Classifica scalatori Tour of Malopolska
- 2024 (Uno-X Mobility)

Classifica scalatori Étoile de Bessèges

## Piazzamenti

### Grandi Giri
- Tour de France

2023: 85º
2024: 55º
2025: 71º

### Classiche monumento
- Milano-Sanremo

2024: 34º
2025: 135º
- Giro delle Fiandre

2024: 32º
2025: 67º
- Parigi-Roubaix

2024: 27º
2025: ritirato

### Competizioni mondiali
- Campionati del mondo

Toscana 2013 - In linea Junior: 21º
Glasgow 2023 - In linea Elite: ritirato
Zurigo 2024 - In linea Elite: ritirato

### Competizioni europee
- Campionati europei

Monaco di Baviera 2022 - In linea Elite: 121º
Limburgo 2024 - In linea Elite: ritirato